# Liste des intercommunalités de la Loire-Atlantique

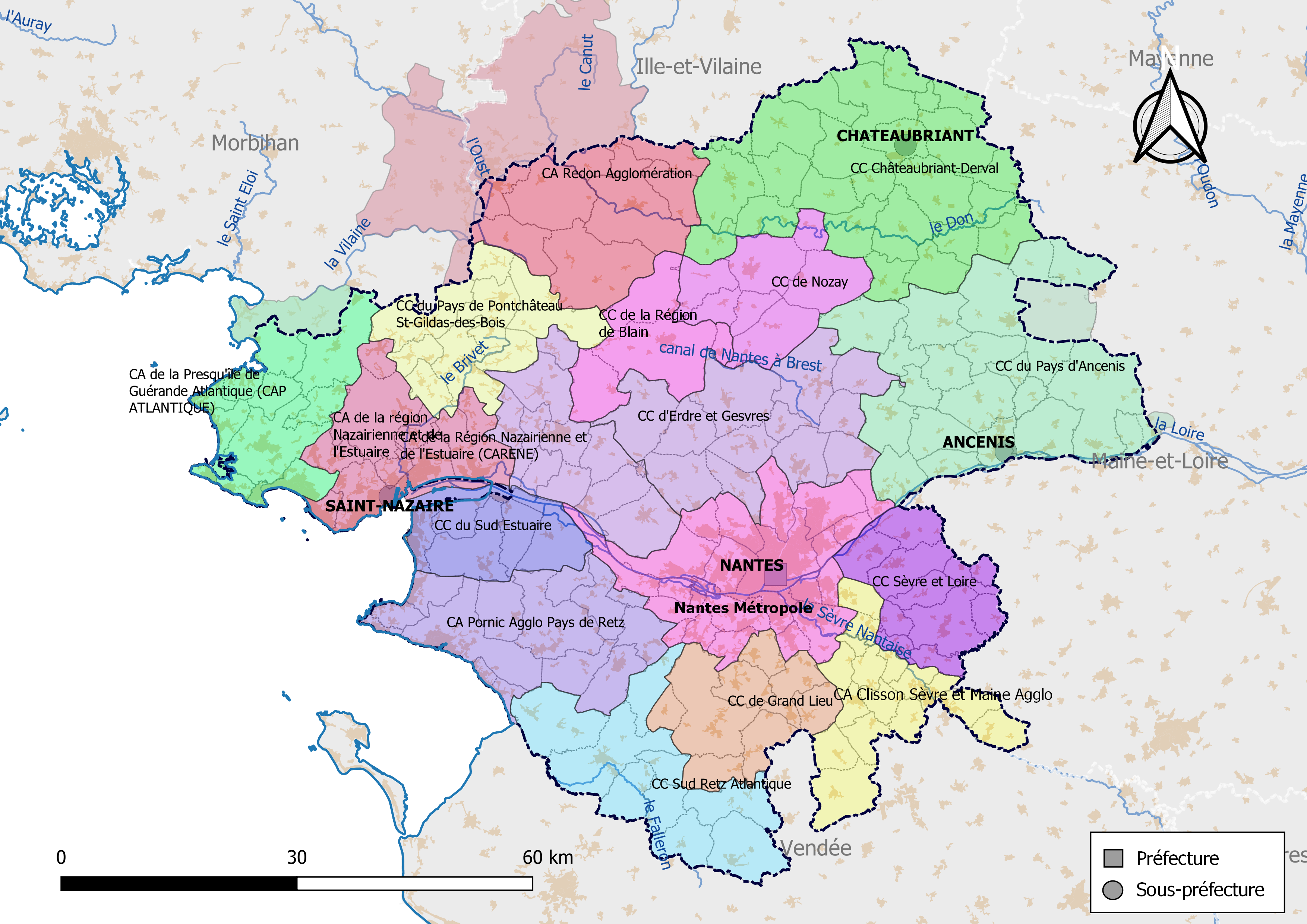
Carte des EPCI de la Loire-Atlantique au 1 janvier 2019.

Cet article est une liste des structures intercommunales du département français de la Loire-Atlantique, c’est-à-dire les regroupements de communes de ce département en communautés de communes, communautés d'agglomération et métropole.
Au 1er janvier 2020, le département de la Loire-Atlantique compte 16 établissements publics de coopération intercommunale à fiscalité propre dont le siège est dans le département (une métropole, 4 communautés d'agglomération et 11 communautés de communes), dont deux qui sont interdépartementaux. Par ailleurs 12 communes sont groupées dans une intercommunalité dont le siège est situé hors du département.

## Carte
| | Liste des pays et des intercommunalités (au 1er janvier 2020) |
| Pays de Saint-Nazaire (Loire-Atlantique et Morbihan) - Communauté d'agglomération de la Région Nazairienne et de l'Estuaire - Communauté d'agglomération de la Presqu'île de Guérande Atlantique (douze communes en Loire-Atlantique et trois dans le Morbihan) - Communauté de communes du pays de Pont-Château - Saint-Gildas-des-Bois Pays de Nantes - Nantes Métropole - Communauté de communes d'Erdre et Gesvres - Communauté de communes de la région de Blain - Communauté de communes Estuaire et Sillon Pays de Retz Atlantique - Pornic Agglo Pays de Retz - Communauté de communes du Sud Estuaire Pays de Grandlieu Machecoul et Logne - Communauté de communes Sud Retz Atlantique - Communauté de communes de Grand Lieu | Pays de Redon - Bretagne Sud (Ille-et-Vilaine, Loire-Atlantique et Morbihan) - Redon Agglomération (douze communes en Ille-et-Vilaine, huit en Loire-Atlantique et onze dans le Morbihan) Pays de Châteaubriant - Communauté de communes Châteaubriant-Derval - Communauté de communes de Nozay Pays d'Ancenis (Loire-Atlantique et Maine-et-Loire) - Communauté de communes du Pays d'Ancenis (dix-neuf communes en Loire-Atlantique et une en Maine-et-Loire) Pays du Vignoble nantais - Clisson Sèvre et Maine Agglo - Communauté de communes Sèvre et Loire |

## EPCI à fiscalité propre
| Forme juridique                                           | Nom                                                | no SIREN  | Date de création | Nombre de communes               | Population (der. pop. légale) | Superficie (km2) | Densité (hab./km2) | Siège                    | Président           |
| --------------------------------------------------------- | -------------------------------------------------- | --------- | ---------------- | -------------------------------- | ----------------------------- | ---------------- | ------------------ | ------------------------ | ------------------- |
| Métropole                                                 | Nantes Métropole                                   | 244400404 | 25 octobre 1991  | 24                               | 677 879 (2021)                | 523,40           | 1 295              | Nantes                   | Johanna Rolland     |
| Communauté d'agglomération                                | CA de la Région Nazairienne et de l'Estuaire       | 244400644 | 31 décembre 2000 | 10                               | 129 527 (2021)                | 320,30           | 404                | Saint-Nazaire            | David Samzun        |
| Communauté d'agglomération                                | CA de la Presqu'île de Guérande Atlantique         | 244400610 | 30 décembre 2002 | 15 (dont 12 en Loire-Atlantique) | 76 565 (2021)                 | 386,10           | 198                | La Baule-Escoublac       | Nicolas Criaud      |
| Communauté d'agglomération                                | Pornic Agglo Pays de Retz                          | 200067346 | 1er janvier 2017 | 15                               | 67 935 (2021)                 | 522,10           | 130                | Pornic                   | Pascale Briand      |
| Communauté d'agglomération                                | Clisson Sèvre et Maine Agglo                       | 200067635 | 1er janvier 2017 | 16                               | 56 813 (2021)                 | 309,60           | 184                | Clisson                  | Nelly Sorin         |
| Communauté de communes                                    | CC du Pays d'Ancenis                               | 244400552 | 16 décembre 1999 | 20 (dont 19 en Loire-Atlantique) | 68 998 (2021)                 | 875,80           | 79                 | Ancenis                  | Jean-Pierre Belleil |
| Communauté de communes                                    | CC d'Erdre et Gesvres                              | 244400503 | 13 décembre 1994 | 12                               | 66 951 (2021)                 | 509,40           | 131                | Grandchamp-des-Fontaines | Yvon Lerat          |
| Communauté de communes                                    | CC Sèvre et Loire                                  | 200067866 | 1er janvier 2017 | 11                               | 49 510 (2021)                 | 276,20           | 179                | Vallet                   | Christelle Braud    |
| Communauté de communes                                    | CC Châteaubriant-Derval                            | 200072726 | 1er janvier 2017 | 26                               | 44 552 (2021)                 | 879,40           | 51                 | Châteaubriant            | Alain Hunault       |
| Communauté de communes                                    | CC de Grand Lieu                                   | 244400438 | 23 juin 1993     | 9                                | 41 590 (2021)                 | 260,0            | 160                | La Chevrolière           | Johann Boblin       |
| Communauté de communes                                    | CC Estuaire et Sillon                              | 200072734 | 1er janvier 2017 | 11                               | 40 629 (2021)                 | 306,30           | 133                | Savenay                  | Rémy Nicoleau       |
| Communauté de communes                                    | CC du pays de Pont-Château - Saint-Gildas-des-Bois | 200000438 | 31 décembre 2005 | 9                                | 36 232 (2021)                 | 326,80           | 111                | Pontchâteau              | Véronique Moyon     |
| Communauté de communes                                    | CC du Sud Estuaire                                 | 244400586 | 10 juin 1996     | 6                                | 30 694 (2021)                 | 197,50           | 155                | Paimbœuf                 | Yannick Morez       |
| Communauté de communes                                    | CC Sud Retz Atlantique                             | 200071546 | 1er janvier 2017 | 8                                | 25 410 (2021)                 | 353,50           | 72                 | Machecoul-Saint-Même     | Laurent Robin       |
| Communauté de communes                                    | CC de la région de Blain                           | 244400453 | 8 décembre 1993  | 4                                | 16 666 (2021)                 | 213,20           | 78                 | Blain                    | Rita Schladt        |
| Communauté de communes                                    | CC de Nozay                                        | 244400537 | 2 décembre 1994  | 7                                | 16 212 (2021)                 | 273,50           | 59                 | Nozay                    | Claire Theveniau    |
| Intercommunalité dont le siège est situé hors département |                                                    |           |                  |                                  |                               |                  |                    |                          |                     |
| Communauté d'agglomération                                | Redon Agglomération                                | 243500741 | 29 avril 1996    | 31 (dont 8 en Loire-Atlantique)  | 67 212 (2022)                 | 990,90           | 68                 | Redon (Ille-et-Vilaine)  | Jean-François Mary  |

## Historique du découpage intercommunal

### 2008
- La communauté de communes du pays de Guémené-Penfao a été dissoute le 31 décembre 2007, toutes les communes adhérentes ont rejoint la Communauté de communes du pays de Redon

### 2015
- La communauté urbaine Nantes Métropole se transforme en métropole en application du décret du 22 septembre 2014[18].

### 2017
Ont été créées le 1er janvier 2017, 2 communautés d'agglomération et 4 communautés de communes, supprimant 12 communautés de communes :
- la communauté d'agglomération « Clisson Sèvre et Maine Agglo » par fusion de la communauté de communes de la vallée de Clisson et de la communauté de communes Sèvre, Maine et Goulaine[19].

- la communauté d'agglomération « Pornic Agglo Pays de Retz » par fusion de la communauté de communes de Pornic et de la communauté de communes Cœur Pays de Retz[20].

- la communauté de communes Sèvre et Loire par fusion de la communauté de communes de Vallet et de la communauté de communes Loire-Divatte[21].

- la communauté de communes Sud Retz Atlantique par fusion de la communauté de communes de la région de Machecoul et de la communauté de communes Loire-Atlantique méridionale[22].

- la communauté de communes Châteaubriant-Derval par fusion de la communauté de communes du Castelbriantais et de la communauté de communes du secteur de Derval[23].

- la communauté de communes Estuaire et Sillon par fusion de la communauté de communes Cœur d'Estuaire et de la communauté de communes Loire et Sillon[24].

### 2018
- la communauté de communes du Pays de Redon devient la communauté d'agglomération « Redon Agglomération » le 1er janvier.

### 2020
- Au 1er janvier, la commune de Villeneuve-en-Retz quitte la communauté de communes Sud Retz Atlantique et rejoint Pornic Agglo Pays de Retz[25].